# Pessina Cremonese
Pessina Cremonese es una localidad y comune italiana de la provincia de Cremona, región de Lombardía, con 755 habitantes.

## Evolución demográfica
| Gráfica de evolución demográfica de Pessina Cremonese entre 1861 y 2001 |
|                                                                         |
| Fuente ISTAT - elaboración gráfica de Wikipedia                         |